# دايفيد مارشال
دايفيد مارشال (بالإنجليزية: David Marshall)‏ (و. 1985  م) هو لاعب كرة قدم، من المملكة المتحدة، ولد في غلاسكو، يلعب كحارس مرمى.

## روابط خارجية
- دايفيد مارشال على موقع الاتحاد الدولي (مؤرشف)  (الإنجليزية)
- دايفيد مارشال على موقع الاتحاد الأوربي (الإنجليزية)
- دايفيد مارشال على موقع الاتحاد الإسكتلندي (الإنجليزية)
- دايفيد مارشال على موقع إي إس بي إن إف سي (الإنجليزية)
- دايفيد مارشال على موقع قاعدة بيانات كرة القدم.إي يو (الإنجليزية)
- دايفيد مارشال على موقع ناشيونال فوتبول تيمز (الإنجليزية)
- دايفيد مارشال على موقع Soccerbase.com (لاعب) (الإنجليزية)
- دايفيد مارشال على موقع Soccerway.com (الإنجليزية)
- دايفيد مارشال على موقع عالم كرة القدم.نت (الإنجليزية)
- دايفيد مارشال على موقع AS.com (الإسبانية)